# Teleocichla monogramma
Teleocichla monogramma är en fiskart som beskrevs av Kullander, 1988. Teleocichla monogramma ingår i släktet Teleocichla och familjen Cichlidae. Inga underarter finns listade i Catalogue of Life.